# Pałac w Głuchowie
Pałac w Głuchowie – zabytkowy pałac we wsi Głuchowo (powiat kościański).
Piętrowy, klasycystyczny pałac z użytkowym poddaszem z bocznymi parterowymi skrzydłami. Od frontu portyk z czterema kolumnami wielkiego porządku przedzielony balkonem na wysokości pierwszego piętra. Portyk zwieńczony jest attyką z centralnie umieszczoną tablicą z kartuszem z herbem Ogończyk Żółtowskich.
W XIX w. właścicielem pałacu został Stefan hrabia Żółtowski (1839–1901) herbu Ogończyk, który ożenił się z Gabrielą Niemojewską (1848–1920) herbu Wieruszowa. 
Obiekt jest częścią zespołu pałacowego z XVII–XX w., w skład którego wchodzą jeszcze:
- oficyna[4],
- stajnia koni wyjazdowych[5],
- park[6][1].

Herb Ogończyk Żółtowskiego
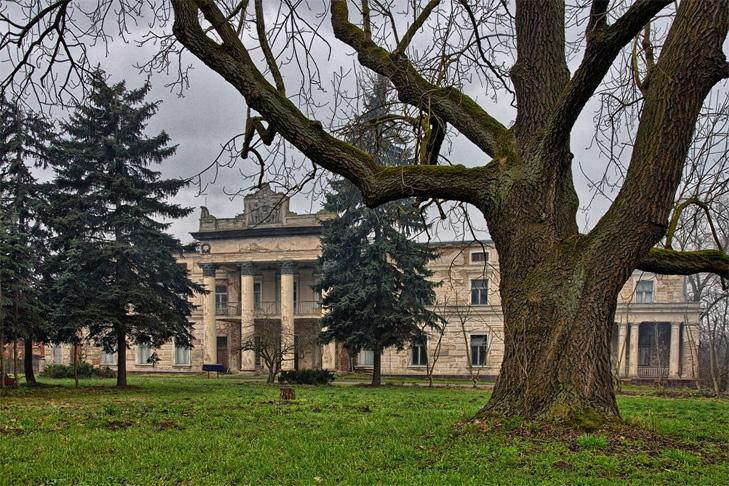
Pałac Żółtowskiego
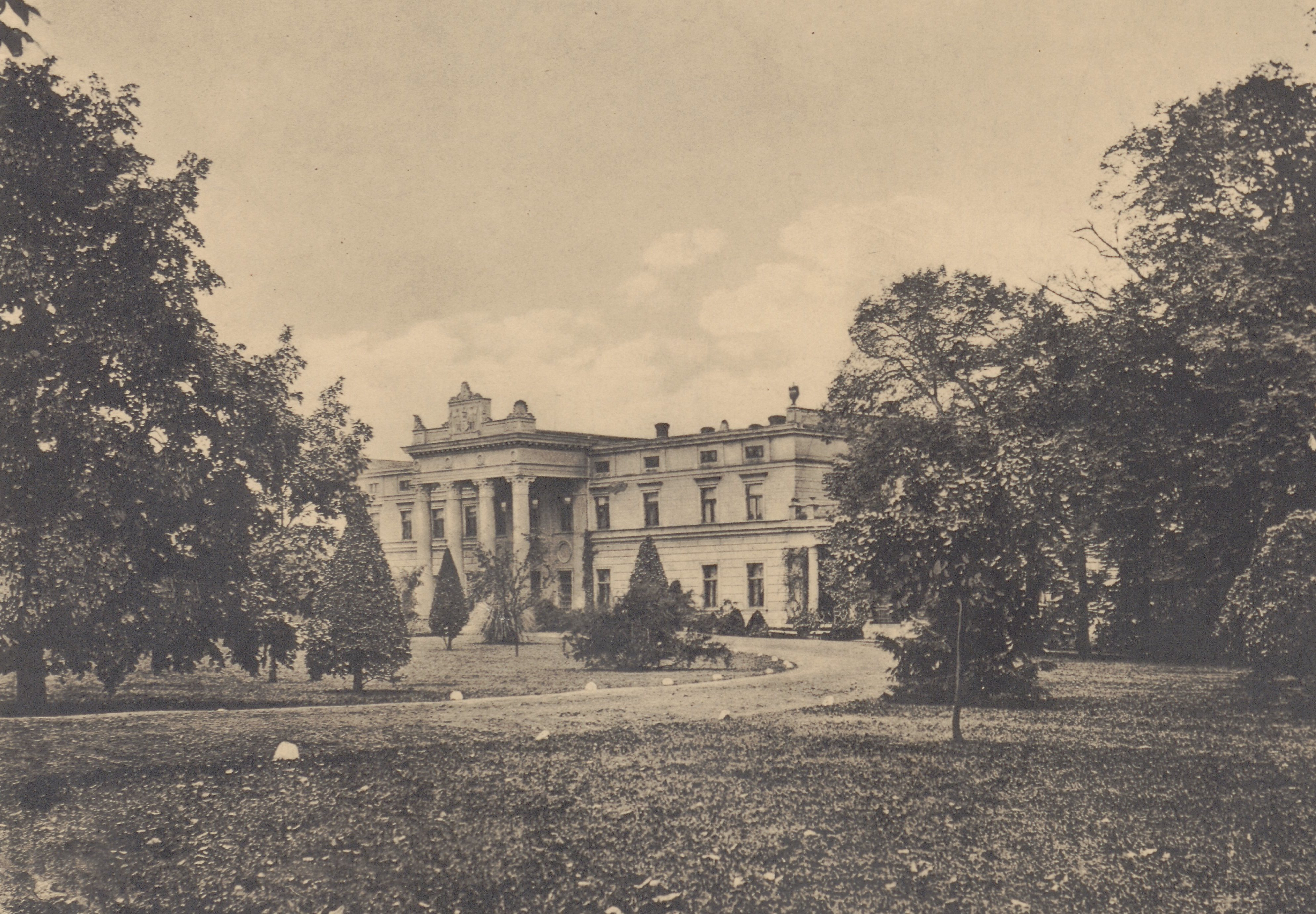
Pałac przed 1912